# Bear Creek (Sammamish River)
Der Bear Creek ist ein Zufluss des Sammamish River im King County im US-Bundesstaat Washington.
Der Bach fließt über etwa 20 Kilometer von seiner Quelle im Paradise Lake nahe Maltby bis zur Mündung in den Sammamish River im Marymoor Park in Redmond.

## Einzugsgebiet
Der Bear Creek hat zwei Zuflüsse, den Cottage Lake Creek und den Evans Creek, sowie ein Einzugsgebiet von 130 Quadratkilometern.

## Sehenswürdigkeiten
Die Marymoor Prehistoric Indian Site in Redmond zeigt die Besiedlung durch Menschen in der Umgebung des Bachs, die auf 4000 v. Chr. datiert wird.